# Municiones
Municiones  è un singolo dei cantanti Anuel AA e Ozuna, pubblicato il 21 gennaio 2021.

## Tracce
1. Municiones – 2:55